# Ossipee
Ossipee est une ville américaine, siège du comté de Carroll dans l’État du New Hampshire. Lors du recensement de 2010, sa population s’élevait à 4 345 habitants.

## Histoire
À l'origine connue sous le nom de Wigwam Village, puis New Garden, la ville fut ainsi nommée en référence aux Amérindiens Ossipee, une des douze tribus algonquiennes. Jadis le site d'un village indien fortifié avec palissade, destinée à protéger la tribu contre les attaques des Mohawks de l'ouest, le père Gabriel Druillettes visita l'endroit en 1650 et y établit une mission jésuite temporaire. En 1725, durant la guerre anglo-wabanaki, la palissade indienne a été détruite et reconstruite par le capitaine John Lovewell. Le nouveau fort fut l'un des plus grands en Nouvelle-Angleterre. Ossipee fut incorporée en 1785.

## Géographie
La ville partage son nom avec les montagnes Ossipee, une série de volcans anciens, situées à l'Ouest qui se trouvent juste au sud des montagnes Blanches, États-Unis. Le Mont Shaw, avec 910 m, en est le point culminant. La ville est située entre le lac Ossipee et le lac Winnipesaukee. Ossipee est une source importante de sable et de gravier, transportés par chemin de fer vers Boston, dans le Massachusetts.